# Cytisine
Cytisine is een toxisch chinolizidine-alkaloïde, dat voorkomt bij planten uit de vlinderbloemenfamilie, zoals in de zaden van de goudenregen. De zaden van de goudenregen bevatten maximaal 3% cytisine, de bloemen 0,2% en de bladeren 0,5%. Het is een agonist van de nicotinische acetylcholinereceptor. De stof wordt in 1897 reeds als geneesmiddel beschreven in het NTvG.

## Werking
Cytisine en nicotine beïnvloeden dezelfde plek in de hersenen, doordat ze op dezelfde receptor aangrijpen. Ze worden daarom kruistolerant genoemd. Inname van 50 milligram (mg) cytisine kan dodelijk zijn door ademstilstand.
De van cytisine afgeleide stof varenicline werd in 2006 in de Verenigde Staten en in Europa goedgekeurd als een middel om te helpen stoppen met roken. Het wordt onder diverse merknamen op de markt gebracht. In een literatuuroverzicht uit 2006 werd geconcludeerd dat hoewel onderzoeken waarin cytisine werd getest merendeels van slechte kwaliteit waren, er enig bewijs is dat cytisine kan helpen bij het stoppen met roken. Uit onderzoek in 2014 blijkt dat cytisine in een dosering van 1,5 mg tot 9 mg minstens zo effectief is als de gebruikelijkere nicotinevervangers varenicline en bupropion maar ook 10 tot 15 keer goedkoper.

## Voorkomen
Cytisine komt voor in de planten:
- Baptisia tinctoria
- Bezemstruik
- Brem
- Calia secundiflora
- Cytisus canariensis
- Duitse brem
- Erythrina herbacea
- Gaspeldoorn
- Goudenregen
- Honingboom
- Sophora angustifolia
- Sophora secundiflora
- Verfbrem